# Du khách bí ẩn
Du khách bí ẩn (tiếng Anh: The Tourist) là bộ phim hình sự kịch tính, lãng mạn của đạo diễn Florian Henckel von Donnersmarck, do hai diễn viên Johnny Depp và Angelina Jolie thủ vai chính. Đây là bộ phim dựng lại phim Anthony Zimmer của Pháp sản xuất năm 2005. Hãng GK Films tài trợ và sản xuất bộ phim, trong khi Acquisition Sony Pictures Worldwide phụ trách việc quảng bá phim tại hầu hết các quốc gia thông qua Columbia Pictures. Với ngân sách $100 triệu USD, bộ phim đã thu về doanh số phòng vé khoảng $278 triệu USD trên toàn cầu.
Mặc dù nhận được nhiều chỉ trích từ giới phê bình, bộ phim vẫn được đề cử 3 Giải Quả cầu vàng, cùng với đó là những tranh cãi nảy sinh rằng bộ phim thuộc thể loại hài hay chính kịch. Henckel von Donnersmarck đã từng nhiều lần lên tiếng rằng vấn đề thể loại không quan trọng, chủ đề của phim là "một mối tình du lịch lãng mạn và những pha hành động kịch tính". Nhưng nếu bắt buộc phải lựa chọn giữa hai thể loại trên, ông ấy sẽ lựa chọn thể loại hài.

## Diễn viên
- Angelina Jolie thủ vai Elise Clifton-Ward
- Johnny Depp thủ vai Frank Tupelo / Alexander Pearce
- Paul Bettany thủ vai Insp. John Acheson
- Steven Berkoff thủ vai Reginald Shaw
- Timothy Dalton thủ vai Chief Insp. Jones
- Rufus Sewell thủ vai Lawrence Mason
- Christian De Sica thủ vai Col. Lombardi
- Alessio Boni thủ vai Sgt. Cerato
- Daniele Pecci thủ vai Lt. Narduzzi
- Giovanni Guidelli thủ vai Lt. Tommassini
- Raoul Bova thủ vai Count Filippo Gaggia
- Igor Jijikine thủ vai Virginsky
- Bruno Wolkowitch thủ vai Capt. Courson
- Marc Ruchmann thủ vai Brigadier Kaiser
- Julien Baumgartner thủ vai Brigadier Ricuort
- François Vincentelli thủ vai Brigadier Marion
- Nino Frassica thủ vai Brigadier Mele
- Neri Marcorè thủ vai Alessio, nhân viên bộ phận chăm sóc khách hàng
- Renato Scarpa thủ vai Arturo, thợ may
- Maurizio Casagrande thủ vai Antonio, người hầu bàn